# (11819) Millarca
(11819) Millarca es un asteroide perteneciente al cinturón principal de asteroides. Fue descubierto el 2 de marzo de 1981 en el Observatorio de Siding Spring por Schelte John Bus. Tiene una órbita caracterizada por un semieje mayor de 3,008 AU, una excentricidad de 0,105 y una inclinación de 8,083° con respecto a la eclíptica.
Su nombre fue puesto en honor a la geóloga chilena Millarca Valenzuela.